# 李兴邦
李兴邦，初名兴祖，字嘉言，宋右仆射谥忠定李纲裔孙。湖南宁乡人。洪武二十年由太学生考授北平道监察御史，升右佥都御史，有风裁，权贵侧目。永乐九年（1411年）卒于任，朝旨哀悼，赐祭入祀乡贤祠。